# Ignasi Guardans

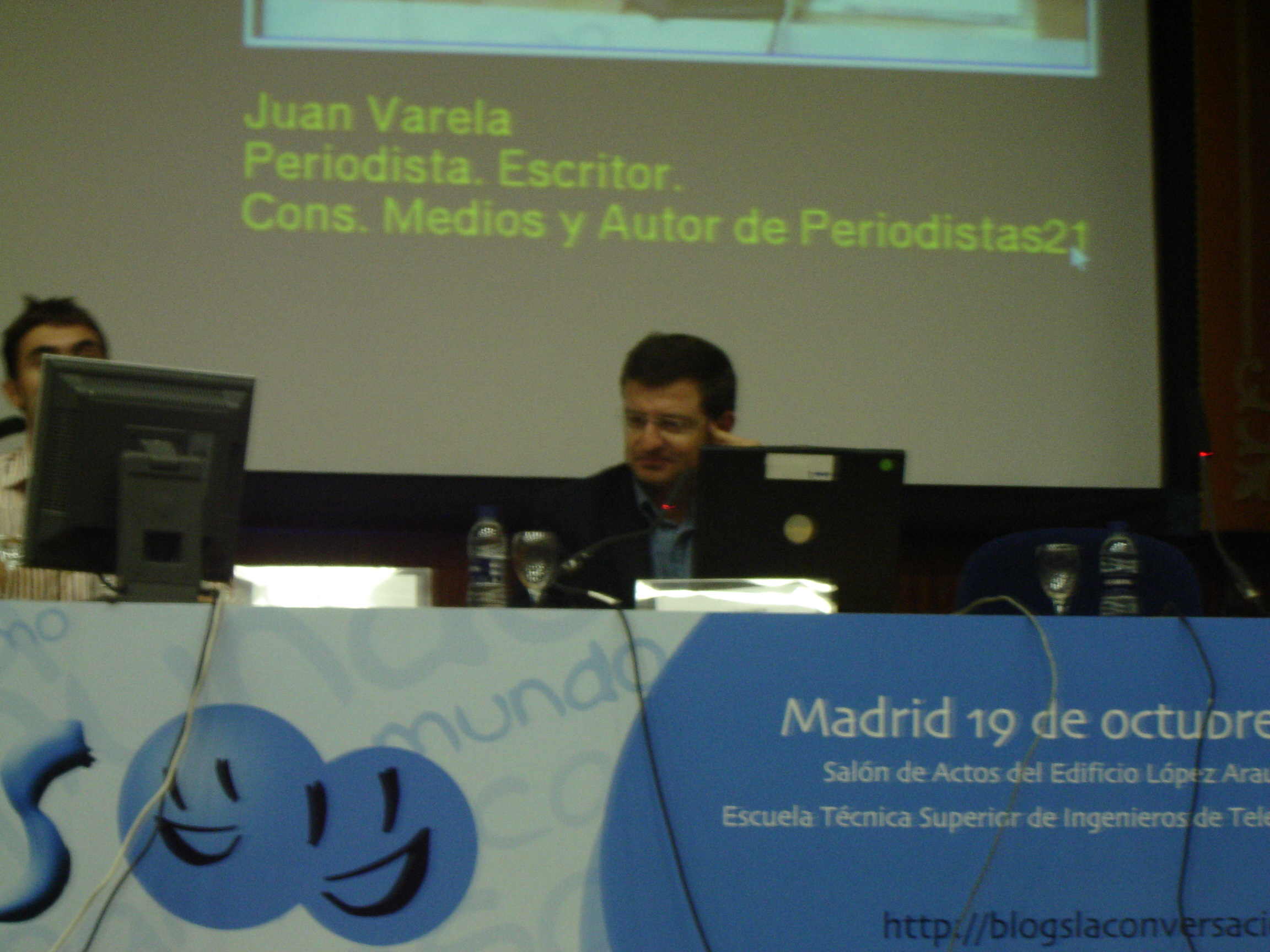
Ignasi Guardans i Cambó podczas konferencji w Madrycie w 2006

Ignasi Guardans i Cambó (ur. 18 maja 1964 w Barcelonie) – hiszpański i kataloński prawnik, nauczyciel akademicki i polityk, deputowany do Parlamentu Europejskiego (2004–2009).

## Życiorys
W 1992 uzyskał licencjat, a później doktorat na Uniwersytecie Nawarry. Pracował jako wykładowca prawa międzynarodowego prywatnego na Uniwersytecie Nawarry, Uniwersytecie Barcelońskim oraz Universitat Abat Oliba CEU. W latach 1987–1992 był także zastępcą dyrektora europejskiego centrum dokumentacji w Pampelunie. W 1993 rozpoczął prywatną praktykę adwokacką.
W 1995 został wybrany do parlamentu regionalnego w Barcelonie. Rok później objął mandat posła do Kongresu Deputowanych w Madrycie (do 2004). Był rzecznikiem Parlamentarnej Grupy Katalońskiej w komisjach parlamentarnych. Z ramienia parlamentu hiszpańskiego zasiadał w Zgromadzeniu Parlamentarnym Rady Europy oraz w zgromadzeniu Unii Zachodnioeuropejskiej.
W czerwcu 2004 został wybrany na deputowanego Konwergencji i Unii (CiU) do Parlamentu Europejskiego VI kadencji, gdzie zasiadał we frakcji liberałów i demokratów (ALDE). Pełnił obowiązki wiceprzewodniczącego Komisji Konstytucyjnej (do 2007) oraz Komisji Handlu Międzynarodowego (2007–2009). Badał sprawę rzekomego wykorzystania krajów europejskich przez CIA do transportu i nielegalnego przetrzymywania więźniów. W 2006 i 2008 przez stowarzyszenie dziennikarzy pracujących w PE był wybierany eurodeputowanym roku spośród 54 posłów Hiszpanii.
W kwietniu 2009 objął kierownictwo instytutu kinematografii i sztuk audiowizualnych w ministerstwie kultury w Madrycie, w związku z czym zrzekł się mandatu poselskiego, który przypadł Joanowi Vallvé. Decyzja o podjęciu współpracy z rządem PSOE spotkała się z krytyką w kręgach CiU.